# بصیرلار (احسانیه)
بصیرلار (به ترکی استانبولی: Basırlar) یک منطقهٔ مسکونی در ترکیه است که در احسانیه واقع شده‌است.